# Podothecus veternus
Podothecus veternus és una espècie de peix pertanyent a la família dels agònids.

## Descripció
- Fa 28 cm de llargària màxima.[5][6]

## Hàbitat
És un peix marí, demersal i de clima polar que viu entre 10 i 605 m de fondària.

## Distribució geogràfica
Es troba al Pacífic nord-occidental: el golf de Pere el Gran, l'illa Robben (Sakhalín) i el nord del mar d'Okhotsk.

## Observacions
És inofensiu per als humans.